# Nguyen Van Hung
Nguyen Van Hung (vietnamita: Nguyễn Văn Hùng; chino: 阮文雄; pinyin: Ruǎn Wénxióng; nacido en 1958) es un sacerdote católico vietnamita-australiano y activista de derechos humanos en Taiwán. Fue reconocido por el Departamento de Estado de los Estados Unidos como un "héroe que actúa para poner fin a la esclavitud moderna".

## Primeros años de vida
Nguyen Van Hung creció en una familia de clase media baja en las afueras de la provincia de Bình Tuy, en Vietnam del Sur, con dos hermanos y cinco hermanas. Su padre era pescador, pero murió tras una larga batalla contra la enfermedad, lo que obligó a su madre, una devota católica con raíces en el norte del país, a convertirse en el principal sostén de la familia. El propio Nguyen Van Hung siguió la fe de su madre.
Salió de Vietnam en 1979 en un barco abarrotado de gente; fue rescatado por un barco noruego después de sólo 36 horas y llevado a Japón, donde se unió a la Sociedad Misionera de San Columbano a su llegada.
Vivió en Japón durante tres años, estudiando y trabajando en diversos empleos para mantenerse, como reparador de carreteras, trabajador de una fábrica de acero y sepulturero. Llegó por primera vez a Taiwán en 1988 como misionero, después de lo cual se trasladó a Sídney, Nueva Gales del Sur, Australia, para estudiar en un seminario. Fue ordenado sacerdote en 1991 y regresó a Taiwán al año siguiente (en 1992).

## Trabajar en Taiwán
Nguyen Van Hung fundó la Oficina de Novias y Trabajadores Migrantes Vietnamitas en el condado de Taoyuan (hoy ciudad de Taoyuan) en 2004 para ofrecer asistencia a los inmigrantes vietnamitas en Taiwán. La emisora de radio vietnamita-estadounidense Little Saigon Radio y otras entidades le ayudaron a alquilar el segundo piso de una escuela secundaria; dos habitaciones de setenta pies cuadrados ofrecen espacio para dormir, mientras que otras dos se utilizan como oficinas. Ofrecen clases de mandarín, alojamiento y comida, y asistencia jurídica.
La denuncia de Nguyen Van Hung de los abusos contra los trabajadores extranjeros y sus esposas llevó al Departamento de Estado de Estados Unidos a incluir a Taiwán en la lista de regiones de "nivel 2" junto a países como Camboya debido a su falta de esfuerzo en la lucha contra la trata de personas, lo que resultó una gran vergüenza internacional para el gobierno de la isla. Su trabajo también lo ha convertido en blanco de intimidación en Taiwán.